# الخواف (مسرحية)
مسرحية الخواف :
أسرة ثرية يتعرض بها شاب (ولد الديرة)  لعدد من المواقف التي تكشف ميوله للعمل في المجال الفني وعدم رغبته للعمل في التجارة.
من بطولة :
ولد الديرة (خالد العقروقة)
محمد العجيمي
زهرة عرفات
حسن الأسمر
أحمد الفرج
عبد الله العتيبي
شمايل
بسام الفرج.